# سکه ساکال
سُکه ساکال (مجاری: Szőke Szakáll؛ ‏ ۲ فوریهٔ ۱۸۸۳ – ۱۲ فوریهٔ ۱۹۵۵) بازیگر و فیلم‌نامه‌نویس یهودی‌تبار اهل مجارستان بود. وی بین سال‌های ۱۹۲۶ تا ۱۹۵۴ میلادی فعالیت می‌کرد.
از فیلم‌ها یا برنامه‌های تلویزیونی که وی در آن نقش داشته است می‌توان به فلوریان، کازابلانکا، آتیش‌پاره، سینتیا، سن آنتونیو، احمق آمریکایی خوش‌تیپ، دختر شهر کوچک، کریسمس در کنتیکت، رؤیای من مال توست و مونتانا اشاره کرد.